# دیان دان
دیان دان (انگلیسی: Diane Duane؛ زادهٔ ۱۸ مهٔ ۱۹۵۲) یک پرستار، فیلم‌نامه‌نویس، و نویسنده اهل ایالات متحده آمریکا است.